# Опівнічний експрес (фільм, 2008)
Опівнічний експрес (англ. The Midnight Meat Train) — американський містичний фільм жахів 2008 року японського режисера Рюхея Кітамури, екранізація однойменного короткого оповідання «Опівнічний поїзд із м'ясом» письменника Клайва Баркера. Сюжет оповідає про фотографа, який намагається розшукувати серійного вбивцю, і знаходить його, проте паралельно виявляє жахливих створінь, які контролюють місто. 
Головні ролі зіграли Бредлі Купер, Леслі Бібб, Брук Шилдс, Роджер Барт, Тед Реймі та Вінні Джонс. Сценарій адаптований Джеффом Бюлером, продюсером став Том Розенберг із компанією Lakeshore Entertainment. Фільм випущений 1 серпня 2008 року.

## Сюжет
Фотограф Леон живе зі своєю подругою Маєю і чекає свого шансу в фотобізнесі. Коли Мая знайомить його з Юрґисом, той сплановує зустріч Леона з успішною власницею галереї мистецтв С’юзан Гофф. Вона аналізує роботу Леона і просить його поліпшити якість своїх фотографій. Вночі засмучений Леон вирішує поблукати вулицями й зробити декілька знімків. Він йде за трьома панками до станції метро, а коли банда нападає на молоду жінку, Леон захищає її. Наступного ранку Леон виявляє, що жінка зникла. Він йде в поліцію, але детектив Лінн Хедлі не звертає на нього особливої уваги. Леон стає одержимий бажанням дізнатися правду, що саме сталося з незнайомкою, тому він стежить за станцією метро. Коли він побачив м'ясника в поїзді, то припустив, що той може бути вбивцею і почав стежити за ним.

## У ролях
| Актор                    | Роль                |
| ------------------------ | ------------------- |
| Бредлі Купер             | Леон                |
| Леслі Бібб               | Майя                |
| Брук Шилдс               | Сьюзен Гофф         |
| Вінні Джонс              | Махогені (м'ясник)  |
| Роджер Барт              | Юргис               |
| Тоні Карран              | водій               |
| Барбара Ів Гарріс        | детектив Лінн Гедлі |
| Пітер Джекобсон          | Отто                |
| Стефані Мейс             | Лі Купер            |
| Тед Реймі                | Рендл Купер         |
| Нора                     | Еріка Сакакі        |
| Квінтон Джексон          | янгол-охоронець     |
| Ден Каллахан             | Трой Талевескі      |
| Дон Сміт                 | поліцейський        |
| Ерл Керролл              | Джек Френкс         |
| Аллен Мальдонадо         | Lead Gangbanger     |
| Майкл Маккрекен молодший | Отець 1             |
| Райан Макдауелл          | Отець 2             |
| Едді Варгас              | Отець3              |
| Келвін О'Брайант         | худий хлопець 1     |
| Джейсон Санчез           | худий хлопець 2     |
| Брайан Тейлор            | молода людина       |

## Виробництво
Перший режисер фільму Патрік Татопулос спочатку планував зняти фільм у 2005 році в Нью-Йорку та Монреалі. Татопулос покинув виробництво у 2006 році, і його замінив Рюхей Кітамура. Зйомки перенесли в Лос-Анджелес через непомірну вартість зйомок у Нью-Йорку. Замість цього використовувались різні локації, зокрема система метро Л.А. Зйомки розпочалися 18 березня 2007 року.

### Зйомки
Це другий фільм, в якому Вінні Джонс мовчить до останніх хвилин фільму, перший — «Викрасти за 60 секунд» (2000).
Деякі з картин, які глядач бачить у галереї Сюзан Гофф, належать Клайву Баркеру.

### Алюзії
У фільмі «Мій хлопець — псих» (2012) Дженніфер Лоуренс та Бредлі Купер проходять біля театру, де показують «Опівнічний експрес».
Готель, в який на початку фільму входить Махогені (Вінні Джонс), має назву «Барклай». Це анаграма перших складів імені та прізвища автора — Клайва Баркера.

### Реліз
Коли фільм закінчував процес виробництва, Lionsgate найняла виконавчого директора Джозефа Дрейка. Дрейку сильно не сподобався фільм, і він вирішив дати йому обмежений театральний пробіг у бюджетних кінотеатрах.
Завдяки нестабільним результатам касових зборів США, багато іноземних розповсюджувачів фільму вирішили надіслати його прямо на DVD у своїх рідних країнах.
Фільм вперше показаний у Німеччині в рамках Фестивалю фільмів про фентезі 14 серпня 2008 року.

## Сприйняття

### Критика
Професійні критики загалом позитивно оцінили фільм. Вебсайт Rotten Tomatoes показує 72% рейтингу схвалення на основі 32 відгуків. Консенсус зазначає: «Творча та енергійна адаптація короткого оповідання Клайва Баркера з достатньою кількістю лякань і хвилювань, щоб бути потенційною культовою класикою». 
Критик Антон Бітель назвав фільм «диявольським неоднозначним трилером» і «стильним кривавим спуском у божевілля, вбивства та саме пекло». Фелім О'Ніл з Guardian впевнений, що «японський режисер Рюхей Кітамура... пропонує безліч стильних візуальних засобів». Критик Девід Нусейр сухо констатував: «Спочатку інтригуючий, але у результаті жорстокий...». 